# 크리스티안 차카르도
크리스티안 차카르도(이탈리아어: Cristian Zaccardo, Ufficiale OMRI, 1981년 12월 21일, 이탈리아 포르미지네 ~ )는 2006년 FIFA 월드컵에서의 우승 경험이 있는 이탈리아의 전 축구 선수로, 포지션은 수비수 또는 수비형 미드필더이다.

## 선수 경력

### 클렵 경력
차카르도는 포르지미네 (Formigine)에서 태어나, 볼로냐 유스에서 성장하였다. 스페치아 칼초에서 데뷔 경기를 치렀으며, 곧 볼로냐와 이탈리아 U-21 팀에서 주전 선수가 되었다. 2004년 볼로냐를 떠나 팔레르모로 이적하였고, 한 시기 유벤투스와 로마의 관심을 받았으나, 2008년 팔레르모에서 800만 유로의 이적료에 팀 동료 안드레아 바르찰리와 함께 독일의 VfL 볼프스부르크로 이적하였다. 하지만, 주전 선수는 되지 못하고, 볼프스부르크는 우승하였지만 15경기에 출장하는 데 그쳤다. 2009년 볼로냐, 팔레르모 시절 감독인 프란체스코 구이돌린이 있는 파르마와 5년 계약을 맺고 이적해, 1년 만에 이탈리아 클럽에 복귀하였다.

### 국가대표팀 경력
차카르도는 2004년 11월 17일 핀란드와의 경기에서 이탈리아 축구 국가대표팀에 데뷔하였고, 2005년 10월 8일 슬로베니아 전에서 대표팀 첫 골을 넣었다. 2006년 FIFA 월드컵에도 출장하였고, 조별 리그 두 번째 경기 미국과의 2차전에서 자책골을 넣었다. 2006년 FIFA 월드컵에서 3경기에 출장해 이탈리아의 우승에 공헌하였으나, 2007년 이후에는 대표팀에 뽑히지 않고 있다.

## 수상
볼프스부르크
- 2008-09 분데스리가 우승

 이탈리아
- 2006년 FIFA 월드컵 우승

## 훈장
- 2006년 이탈리아 공화국 공로 훈장 4등급 (Ufficiale OMRI)